# A Escola
A Escola é uma peça teatral de Miguel M. Abrahão publicada em 1983 no Brasil e republicada sob a forma de romanceem 2007.O romance foi relançado em 2011 com o subtítulo Onde está um, estão todos.

## Sinopse
O livro tem como pano de fundo os anos 30, durante a ditadura do Governo Vargas. O professor Bolívar Bueno, envolvido com ideias perigosas para a época, exerce forte influência e controle emocional sobre seus alunos do tradicional educandário Wolfgang Schubert, enquanto divide sua atenção para com as professoras Rosário e Suzy e enfrenta as intrigas do Reverendo Otto Stockhausen e de sua assistente, senhorita Catarina. Em 2005, a peça foi adaptada por seu autor para o formato de romance, lançado em 2007. Nesse novo formato, Miguel M. Abrahão ampliou o fundo histórico aprofundando temas como a Revolução Constitucionalista de 1932, os conflitos entre o PCB e o Integralismo, além de dar detalhes históricos sobre a Intentona Comunista de 35.